# Paul Steenbergen-penning

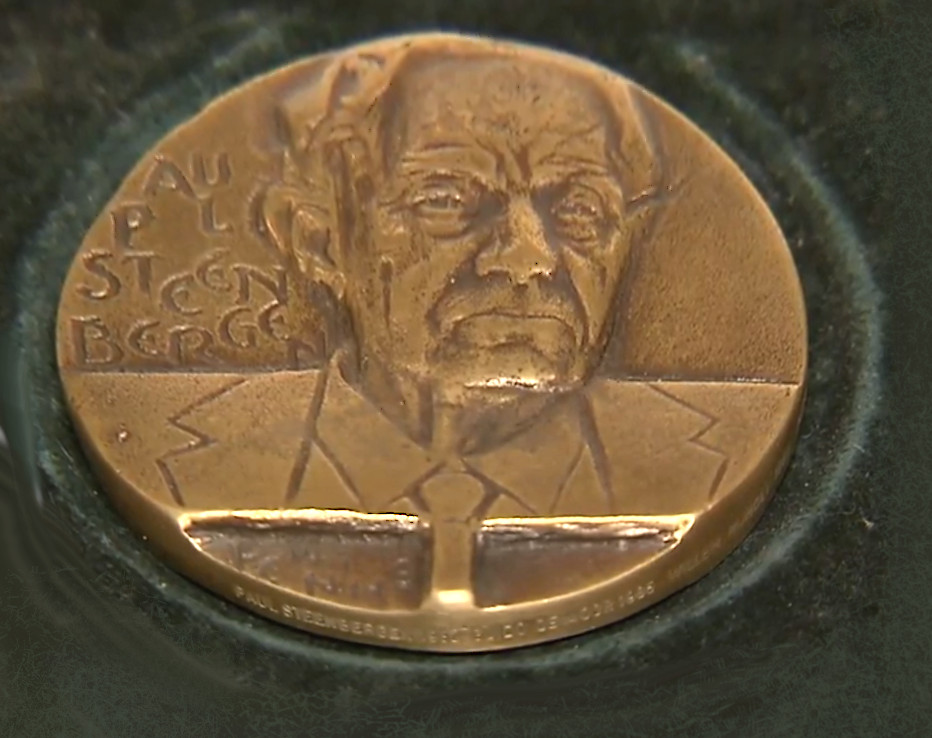
Paul Steenbergen-penning

De Paul Steenbergen-penning is een toneelonderscheiding die op 12 april 1982 is ingesteld door de gemeente Den Haag ter ere van Paul Steenbergen. De ontvanger van de penning mag deze doorgeven op een zelfgekozen tijdstip aan een zelfgekozen acteur.
Op 16 oktober 1985 gaf Steenbergen de penning door aan Guido de Moor, een Nederlands acteur die ook veel tv-producties heeft gedaan. De Moor gaf de penning in 1989 door aan Willem Nijholt, die de penning tot 2002 in bezit zou houden. Toen gaf hij de penning door aan Pierre Bokma. Deze, die al de Albert van Dalsumring in zijn bezit had, hield de penning aanzienlijk korter in bezit, want hij gaf hem in 2008 door aan Jacob Derwig. Derwig gaf de penning in oktober 2018 door aan Eelco Smits.
Op 28 november 2024 kreeg Mark Rietman de penning van Smits.

## Bezitters van de penning
- 1982: Paul Steenbergen (1907-1989)
- 1985: Guido de Moor (1937-1989)
- 1989: Willem Nijholt (1934-2023)
- 2002: Pierre Bokma (1955)
- 2008: Jacob Derwig (1969)
- 2018: Eelco Smits (1977)
- 2024: Mark Rietman (1960)